# Colonia Diversa
Colonia Diversa es una organización sin ánimo de lucro que trabaja en la defensa de la diversidad sexual y los derechos humanos desde una perspectiva interseccional. Está ubicada en el Departamento de Colonia, Uruguay. La organización fue fundada en el año 2017, a partir de la agresión a un integrante de la comunidad LGBTI+ en Carmelo. Es además el colectivo organizador de la Marcha por la Diversidad en el departamento de Colonia desde el año 2017.

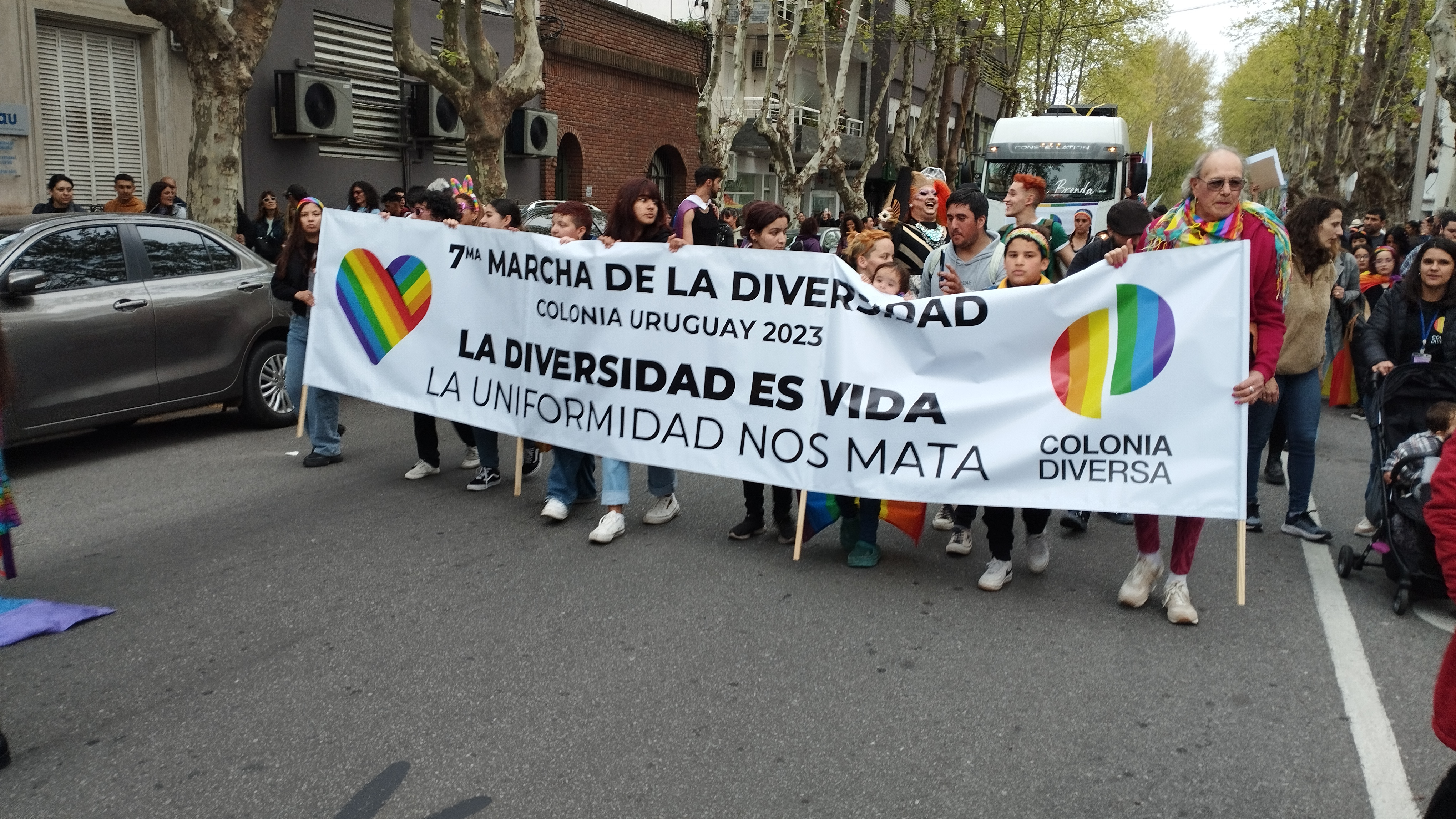
Pancarta de Colonia Diversa en la Marcha por la Diversidad de 2023 en Colonia de Sacramento

## Actividades
Colonia Diversa funciona en un edificio otorgado por la ANEP para el desarrollo de sus actividades. Allí, ofrecen talleres, acompañamiento a personas LGBTI y un servicio de asistencia psicológica gratuito. Además, realizan distintas acciones para promover la salud mental.
Colaboran con diversos organismos gubernamentales, instituciones educativas, organizaciones de la sociedad civil y empresas para promover el turismo LGBTI en el departamento de Colonia.
Hoy en día organiza una de las Marchas del Orgullo más grande del interior del país. 